# Thalassoica
Thalassoica is een geslacht van vogels uit de familie stormvogels (Procellariidae). Het geslacht telt één soort.

## Soorten
- Thalassoica antarctica – Antarctische stormvogel